# کاخ میان‌پشته
کاخ، موزه میان پشته در استان گیلان، شهرستان انزلی، شهر بندر انزلی و در منطقه میان پشته بین دو پل انزلی و پل غازیان در محوطه وسیعی واقع شده‌است.

## کاخ میان پشته
زمین کلی کاخ ۱۰۲۶۶۶ متر مربع و زیر بنای دو طبقه ۱۱۶۸ متر مربع می‌باشد. طبقه همکف از از قسمت بیرونی تا حدود یک متر از سطح زمین دارای یک شیب ملایم جهت‌نما و استحکام می‌باشد.
بدنه ساختمان از سنگ بلوک ۲۵×۲۵×۵۰ سانتی‌متری و دو جداره ساخته شده و بین دو جداره حدود ۱۰ سانتیمتر فاصله نهاده‌اند. کاخ دارای ۱۱ اتاق و یک سالن پذیرایی با چهار سرویس حمام و دستشویی در ساختمان می‌باشد. سقف کلیه اتاق‌ها بتن آرمه بوده و روی سقف از داخل اتاق‌ها گچ بری شده و تعدادی مجسمه کوچک از گچ، بر حاشیه اتصال دیوار-سقف به چشم می‌خورد.
در اتاق‌ها لوسترهای کریستال آویزان است ولی در سرسرا که ارتفاع از کف تا سقف طبقه دوم بیش از ۱۲ متر است، لوستر بزرگ ۶۰ شاخه‌ای کریستال با زنجیری آویزان است.
ابتدا برای کاخ بامی از بتن آرمه ساخته بودند و گنبد آهنی رویش را با حلب سفید پوشانده بودند. در تعمیرات قبلی دو شیر و تاج پهلوی را که در سمت شمالی بالای ساختمان بوده، برداشتند.
کاخ دارای یک در بزرگ از سمت شمال است که پس از یک راهروی پهن سرسرای کاخ نمایان می‌شود که پلکانی پهن را دربردارد و پلکان به دو سمت شرقی و غربی به سمت طبقه بالا منتهی می‌شود و ما بین این پلکان پنجره‌های بزرگی به سمت جنوب وجود دارد که به نقش خورشید ساخته‌اند.
منطقه وسیع زمین کاخ دارای چهار خیابان است که کاخ در تقاطع آن قرار دارد. در طرفین خیابان‌های اصلی کاخ درخت‌های سرو کاشته و کناره‌های خیابان را با بوته‌های کیش
«شمشاد» محصور کرده بودند. در داخل محوطه چهار خیابان‌ها صدها درخت نارنج را با نظم و ترتیب کاشته بودند که منظره‌ای جالب و بسیار فرح‌انگیز داشت؛ که در برف سنگین سال ۱۳۲۸ بسیاری از درخت‌های نارنج کاخ می‌سوزد و خشک می‌شود.
کاخ را با مبلغ ۷۵۰۰۰۰ ریال قیمت تمام شده آن را اعلام نمودند. تاریخ ۱۳۱۵ نشاندهنده تاریخ تقریبی پایان کار ساختمان کاخ است.
در اوایل سال ۱۳۶۳ مقدار ۲۲۵۰۰ متر مربع از کل زمین کاخ در سمت جنوب شرقی را به منظور احداث مسجد امیرالمؤمنین (ع) و مجتمع علوم دینی و برگزاری نماز جمعه جدا کرده و آن را محصور کردند.

### تاریخچه

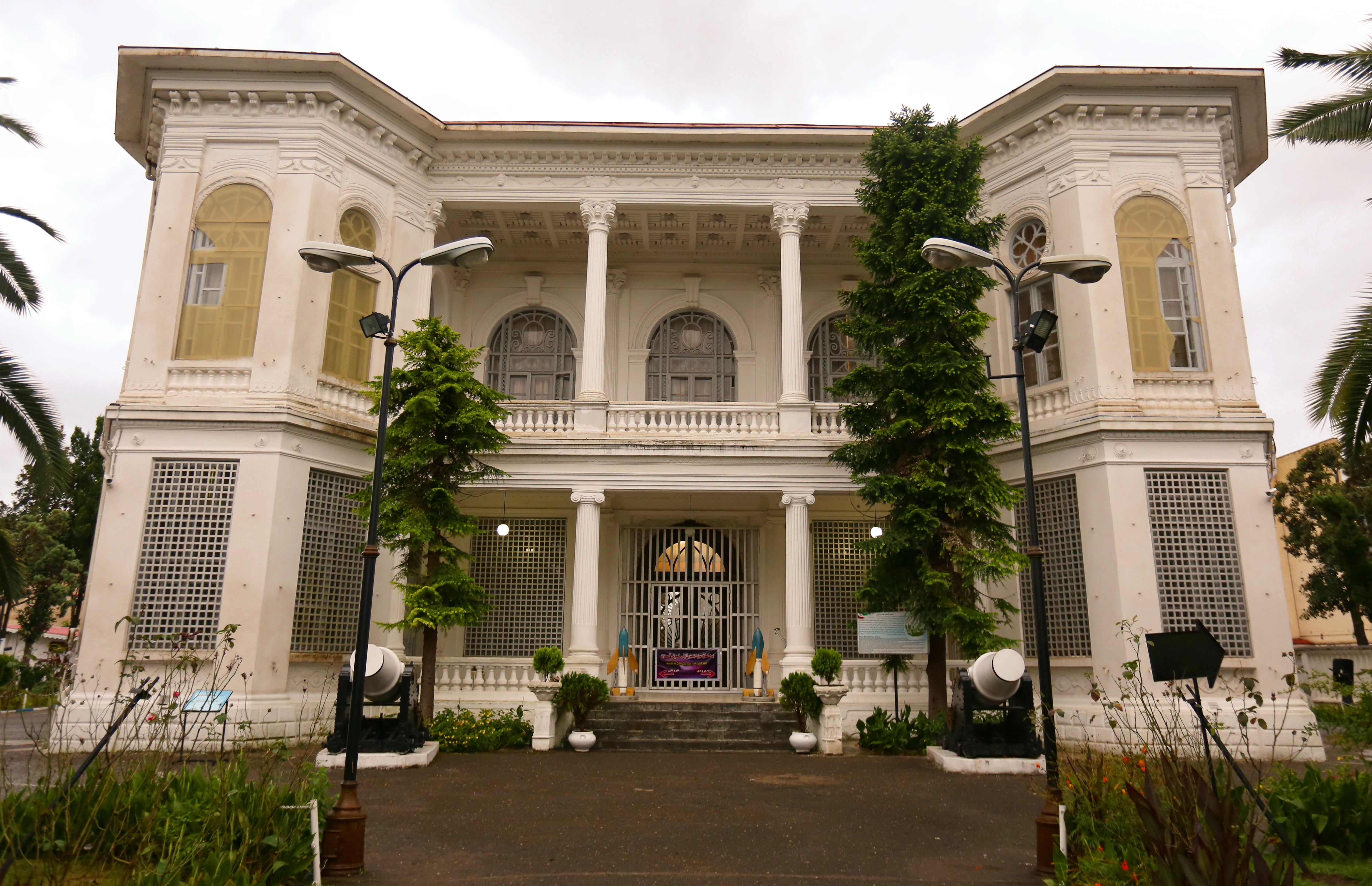
کاخ میان‌پشته

این بنا در سال ۱۳۰۷ یک بار دچار آتش‌سوزی شد که در زمان رضا شاه برای اقامت وی آن را بازسازی کردند و نام کاخ سلطنتی به آن نهادند. به این نوع بناها در عهد قاجار کلاه فرنگی می‌گفتند.
کاخ خوشتاریا بدستور رضا شاه در سال ۱۳۰۳ به تعمیر و بازسازی پرداخته شد. پس از این که خوشتاریا امتیاز چوب و بریدن درخت‌های جنگلهای تالش را دریافت کرد ضمن اینکه کارخانه‌ای در حوالی کرگانرود برپا نمود، کارخانه چوب بری دیگری در میان پشته احداث نمود و قصری دو طبقه و با شکوه و زیبا از چوب ساختند و از کارخانه برق این قصر را در نور غرق کردند.
پس از این که ساختمان کاخ آتش گرفت بدستور رضاشاه مهندس علی خان معمار مخصوص شاه، نقشه این کاخ را طراحی کرده و مهندس مظلومیان آرشیتک و رئیس فنی اداره بندر مأمور اجرای آن گردیده‌است. این کاخ در سال ۱۳۰۸ آغار به کار کرده و پس از دو سال ۱۳۱۰ بپایان رسید، ولی پیمانکار آن می‌گوید در سال ۱۳۱۳–۱۳۱۴ بپایان رسید.
از جمله کارهای هنری این ساختمان پله ایست که طبقات سهگانه را به هم وصل می‌کند، به‌طوری‌که اگر شخصی در شیروانی باشد پله‌ها بدون پایه جاگذاری شدند که در آن واحد کف زیرین را خواهد دید، ابتکار این پله از چوب به‌دست حاجی آقا نامی بوده. نجاری این ساختمان با استاد باقر قزوینی انجام گرفت، پنجره‌ای که در ضلع جنوبی ساختمان به صورت خورشیدی است توسط او ساخته شده.
در نمای شمالی آن در بالا کاخ ابتدا دو شیر وجود داشته که توسط مهندسین مهاجر به نام نعلبنیانس طراحی شده. گچبری و گچ کاری داخل اتاق‌ها به وسیلهٔ استاد محمود و پدرش که از همدان آمدند انجام گرفت. نقاشی‌های داخل ساختمان به وسیلهٔ استاد رضا رنگچی انجام گرفت.

## نحوه اداره کاخ
این کاخ در ابتدا به وسیله اداره بندر اداره می‌شد و بعداً به استانداری گیلان و از نیمه دوم سال ۱۳۳۲، نیروی دریایی ارتش و پس از مدت کوتاهی توسط بیوتات سلطنتی اداره و از حدود سال ۱۳۴۸ مجدداً به نیروی دریایی واگذار گردید.
بعد از انقلاب اسلامی چند سالی این بنا بلا استفاده ماند و از سال ۱۳۶۷ شمسی پس از تعمیرات اساسی و تعویض حلب‌های شیروانی، ساختمان کاخ به موزه نیروی دریایی تبدیل شد و انواع سلاح‌های گرم و سرد، از زمان صفویه تا کنون، در قفسه‌های مخصوص برای بازدید کنندگان جاسازی و حتی بعضی اشیاء قدیمی تر نیز در این موزه به چشم می‌خورد و از طرفی ماکت و مدل‌های انواع ناوهای جنگی نیروی دریائی ایران نیز در آنجا جلب توجه می‌نماید؛ که به نظر کاری بسیار بجا و شایسته‌ای انجام گرفته‌است.
به منظور حفاظت از موزه به‌ناچار روی پنجره‌ها را با شبکه‌ای از آلومینیوم پوشانیده‌اند، هر چند به زیبایی ساختمان لطمه زده ولی چون از آلومینیوم درست کرده‌اند صدمه چندانی به ساختمان وارد نساخته‌است.

## گذشته کاخ میان پشته بندر انزلی
قبل از احداث آن، در همان مکان کاخ باشکوه خوشتاریا قرار داشت، این کاخ اختصاص داشت به تاجر روس که از اولین کسانی بود که صنعت برق را وارد ایران کرد. روایت است در دورانی که خبری از روشنایی برق نبود در شب‌های مه آلود بندر انزلی این بنا با نور خود منظره‌ای زیبا را به وجود می‌آورد.
بنای کاخ میان پشته از سال ۱۳۰۸ شمسی جای کاخ خوشتاریا آغاز و بین سال‌های ۱۳۱۳–۱۳۱۴ شمسی پایان یافت. مساحت زیر بنای آن ۱۱۶۸ مترمربع می‌باشد.

## جزئیات کاخ میان پشته
بدنه ساختمان دو جدار و از بلوک سیمانی ساخته شده دارای ۱۱ اتاق و یک سالن پذیرایی و چهار سرویس حمام و دستشویی با نمای بسیار زیباست. این کاخ در حال حاضر موزه نظامی می‌باشد و انواع سلاحهای گرم و سرد از زمان صفویه تاکنون در معرض دید عموم است.
موزه نظامی بندرانزلی در ساختمانی قرار گرفته که خود موزه‌ای از معماری و هنر است. این کاخ موزه که در میان باغ دلگشایی با درخت‌های نارنج و سرو محصور شده از شمال به آب‌های نیلگون خزر نظاره دارد. بنای این کاخ موزه که به کاخ میان پشته معروف است در سال۱۳۰۹ به دستور رضاخان و به دست مهندسان ایرانی ساخته شده‌است.
از در شمالی به راهروی پهن سرسرای کاخ وارد می‌شوی که اکنون ماکتهایی از کشتی‌های مختلف و برخی ابزار دیگر دریایی در دو طرف و وسط آن قرار داده شده‌است. بعد از گذر از میان این راهرو به محوطه سرسرای کاخ می‌رسی که با دو ردیف پله متقارن سپید زیبا تو را به طبقه بالا راهنمایی می‌کند. ساختمان دارای یک سرسرای وسیع، ۱۱اتاق و یک سالن پذیرایی با چهار حمام و دستشویی است. سقف اتاق‌ها از بتن مسلح است و روی آن به شکل زیبایی با دستان هنرمندان گچ بری شده و گوشه‌ها نیزبا تعدادی مجسمه‌های کوچک گچی زینت داده شده‌است.
کاخ میان پشته پس از وقوع انقلاب اسلامی چند سالی بلا استفاده ماند و از سال۱۳۶۷ پس از تعمیرات اساسی به موزه نیروی دریایی تبدیل شد. در حیاط کاخ چند اراده تانک و توپ و سلاحهای سنگین و نیمه سنگین در بین درختان قرار داده شده که از همان ابتدا نظامی بودن کاخ را به ما یادآوری می‌کند. در طبقه پایین بنا سلاحهای سبک و ادوات نظامی از زمان زندیه تا دوره رضا خان قرار داده شده‌است. تفنگهای بزرگ قلعه‌ای، تفنگهای سنگ چخماق، سپر و کلاهخود و نیزه‌ها سلاحهای ابتدایی هستند که جنگاوران کشورمان در قدیم از آن استفاده می‌کردند. طبقه دوم بنا حالت کاخ بودن خود را بیشتر حفظ کرده و در آن از مبلمان مورد استفاده رضاخان و مهمانهایش، قفسه‌های چوبی بسیار خوش ساخت و ظریف و در عین حال مقاوم، شمعدانها و ساعت‌های برنزی، ظروف چینی و کریستال که تعدادی از آن‌ها هدایای سران کشورهای خارجی به رضا خان است، نگهداری می‌شود. رادیو ضبط مبله هدیه هیتلر به رضا خان یکی از این تحفه‌ها است. تابلوی کبک آویز اثر کمال الملک و تابلوی نقاشی کار ناصرالدین شاه از جمله تابلوهای موجود در کاخ است. یکی دیگر از آثار زیبای موجود لوستری است که از چوب یکپارچه تراشیده شده و بر سقف یکی از اتاق‌ها نصب شده‌است. میزهای چوبی خوش‌تراش با طرح‌های بسیار ظریف و زیبا حکایت از سلیقه هنرمندانه صنعتگران آن زمان دارد. در همه اتاق‌ها شومینه دیواری تعبیه شده و پنجره‌های بزرگ فضای درون کاخ را به طبیعت زیبای پیرامون پیوند می‌دهد. سالانه تعداد قابل توجهی از ایرانگردان و حتی گردشگران خارجی از این موزه دیدن می‌کنند.

## نگارخانه

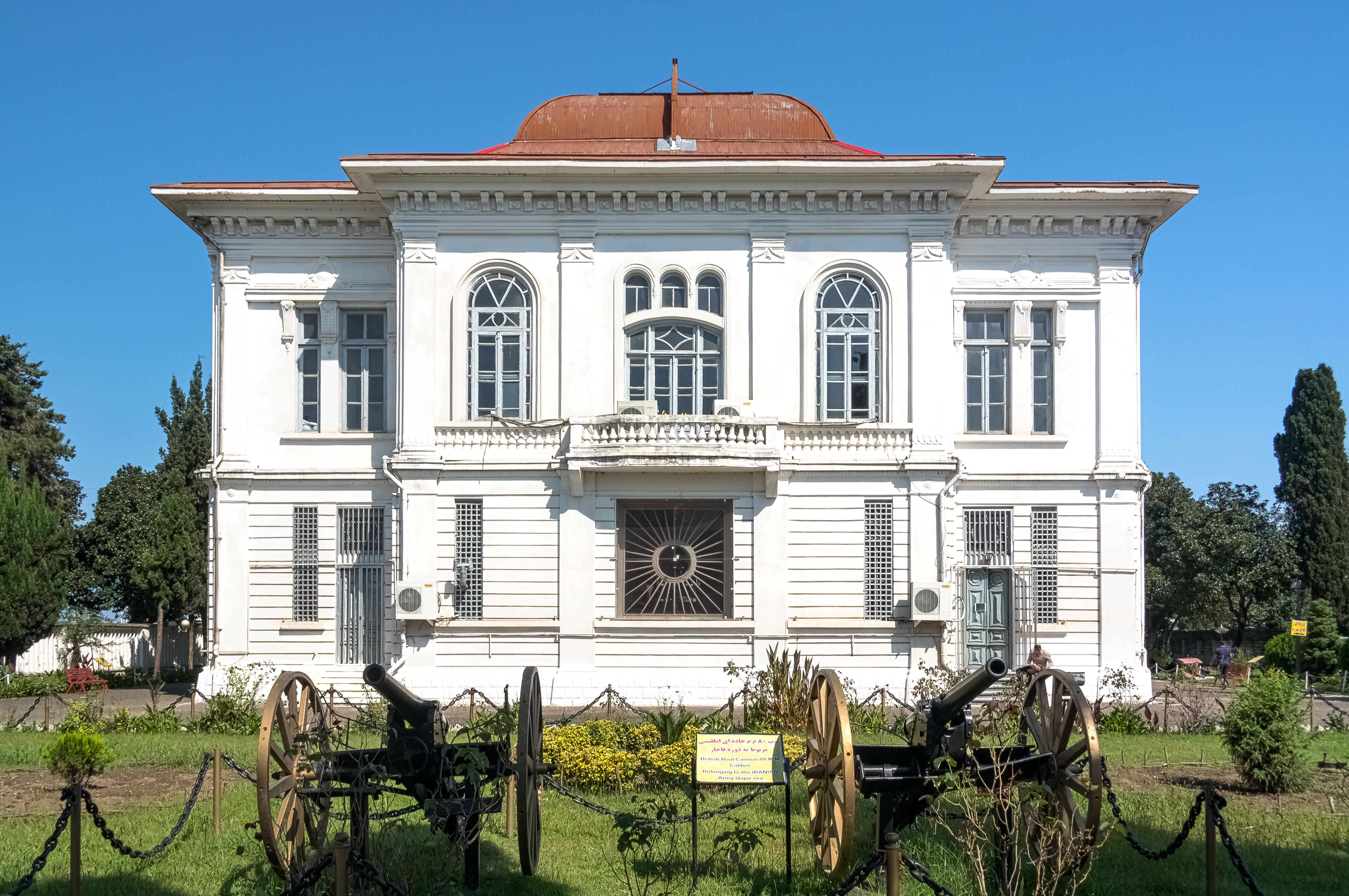
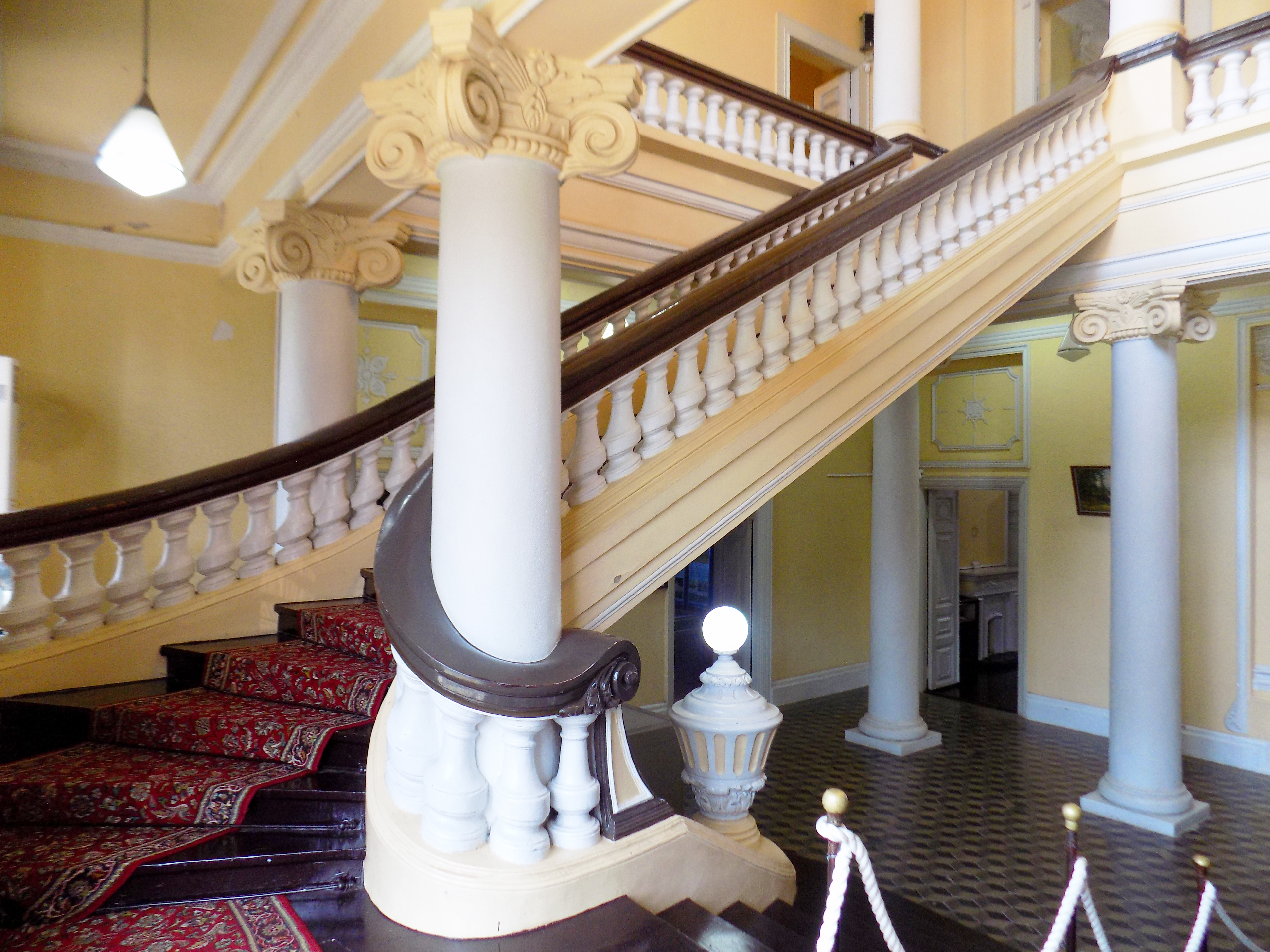
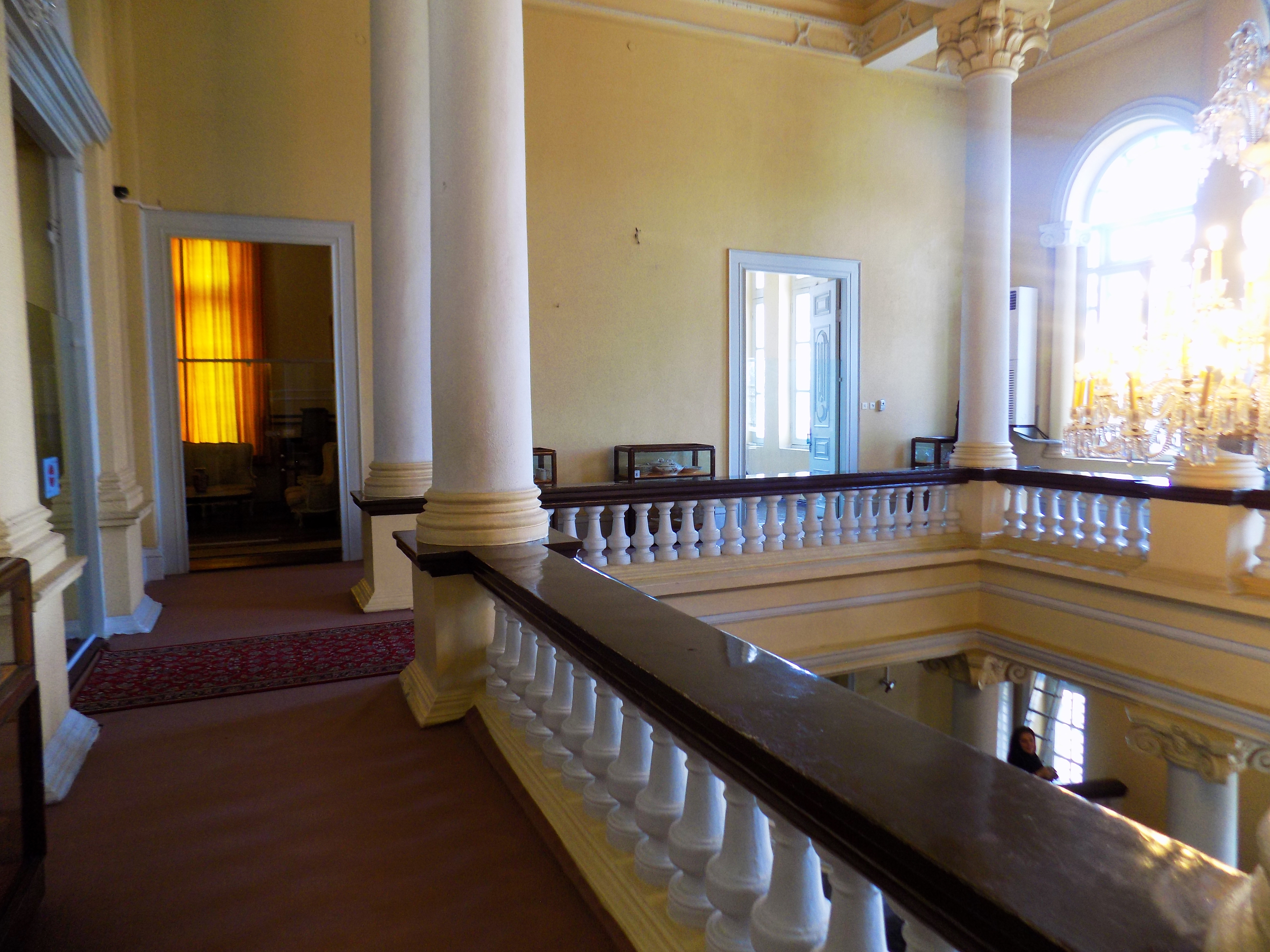
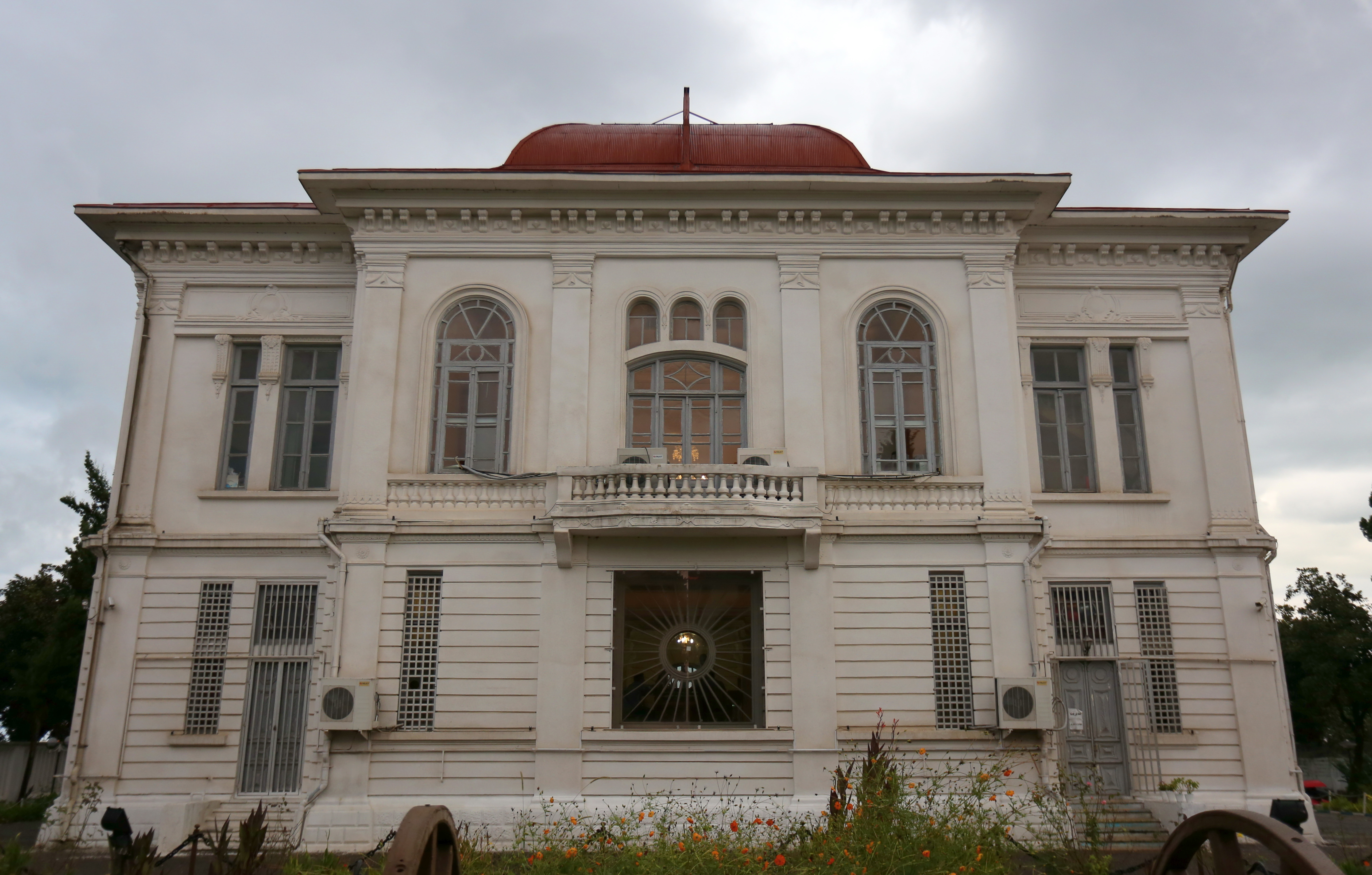
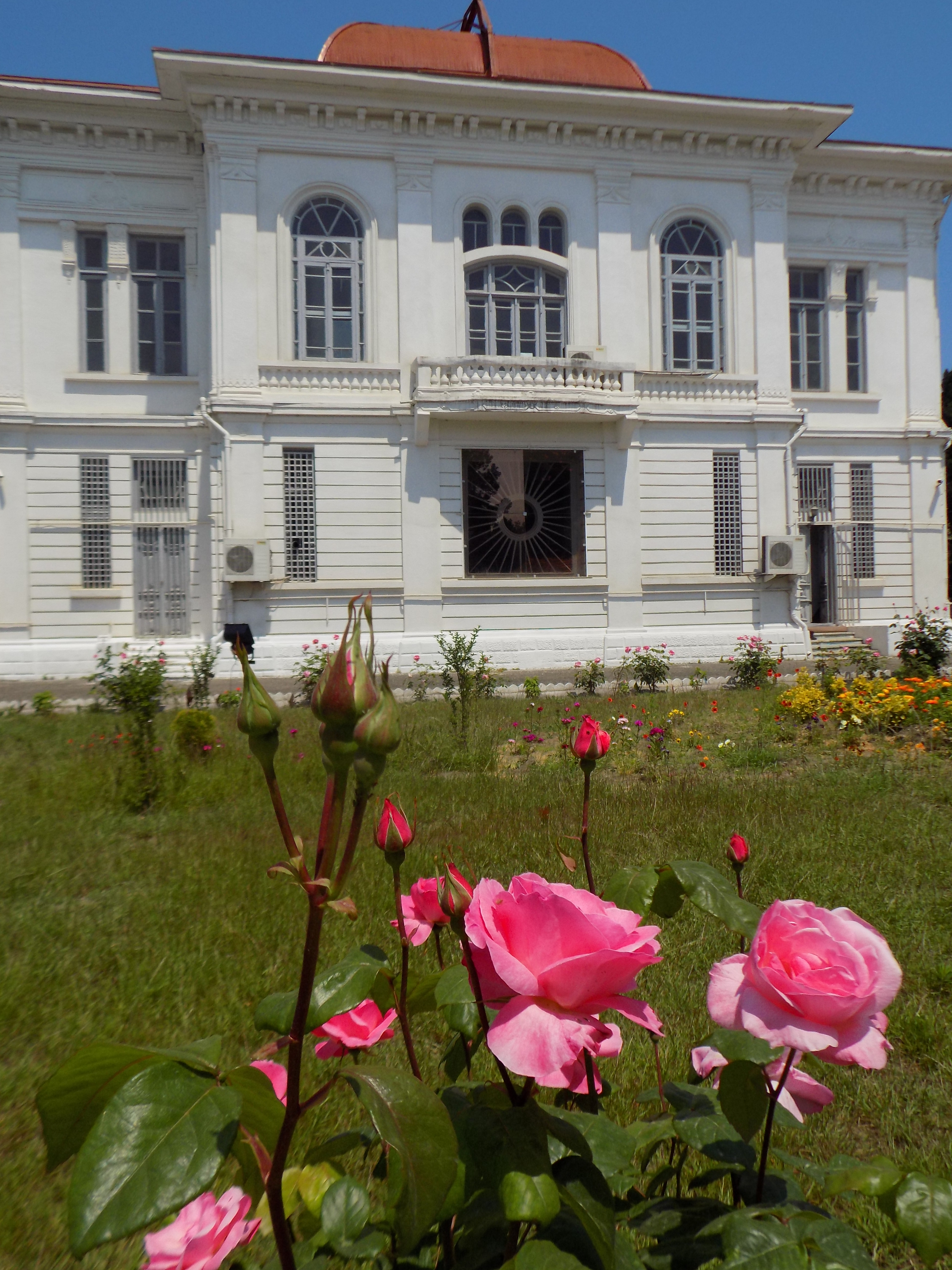
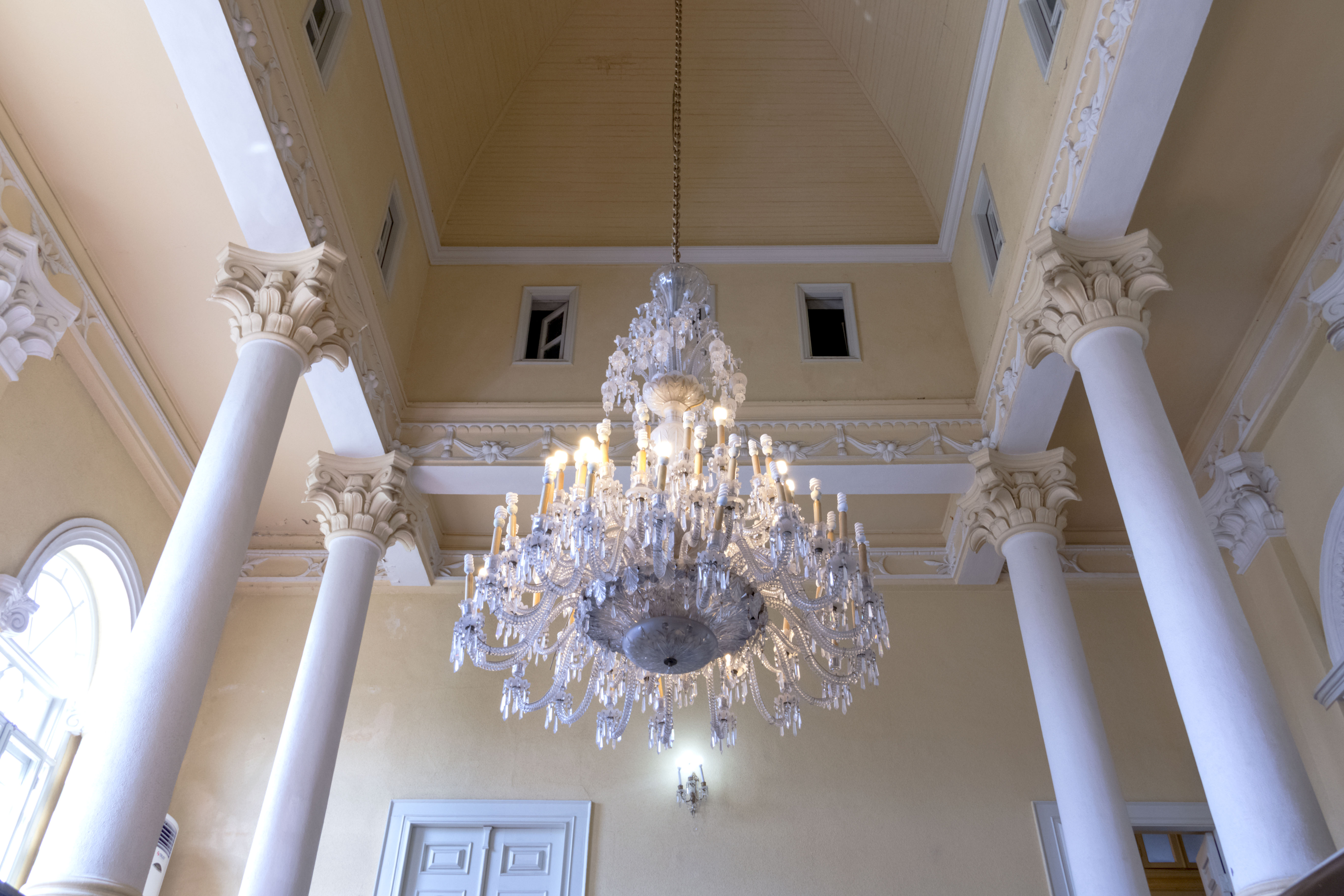
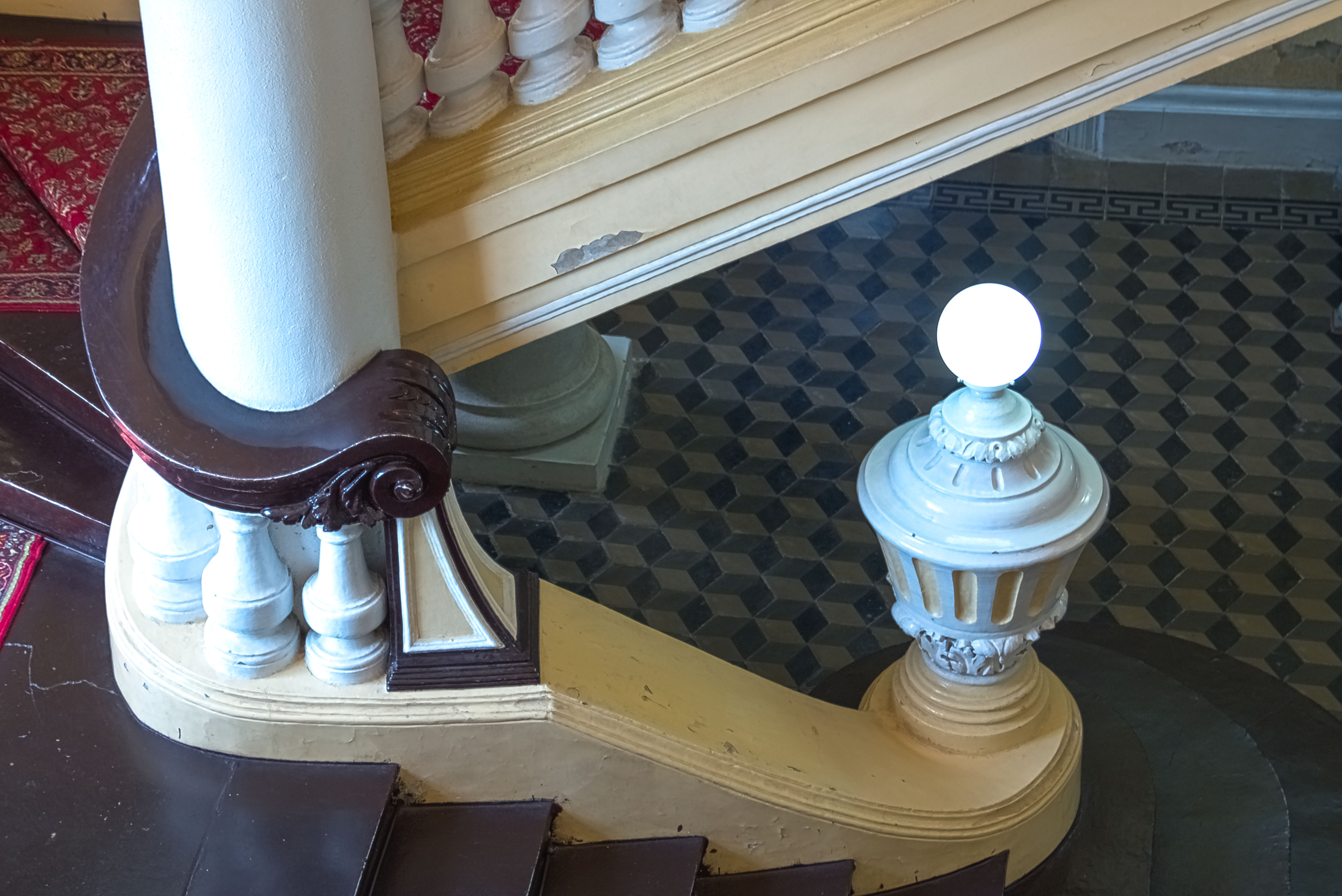
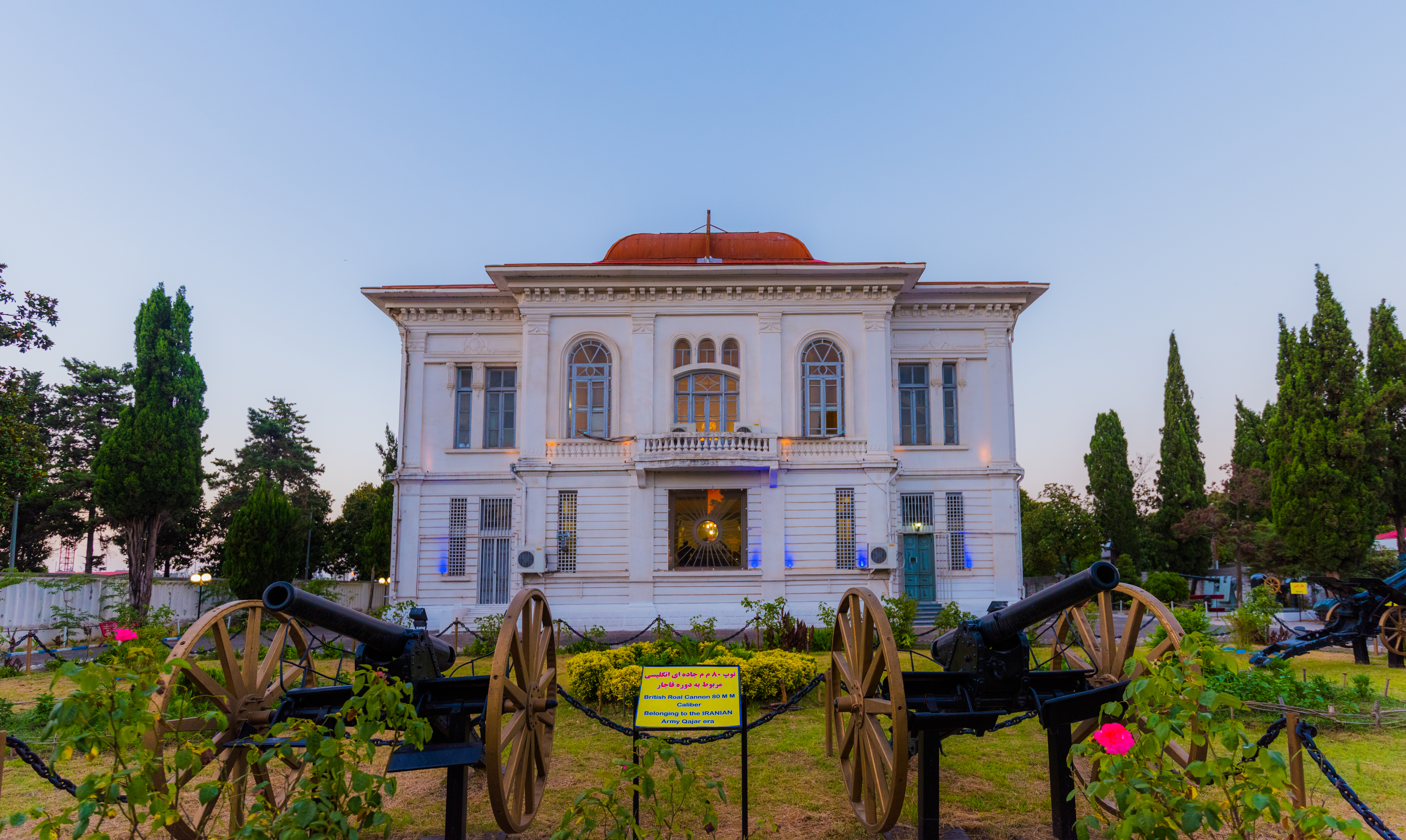
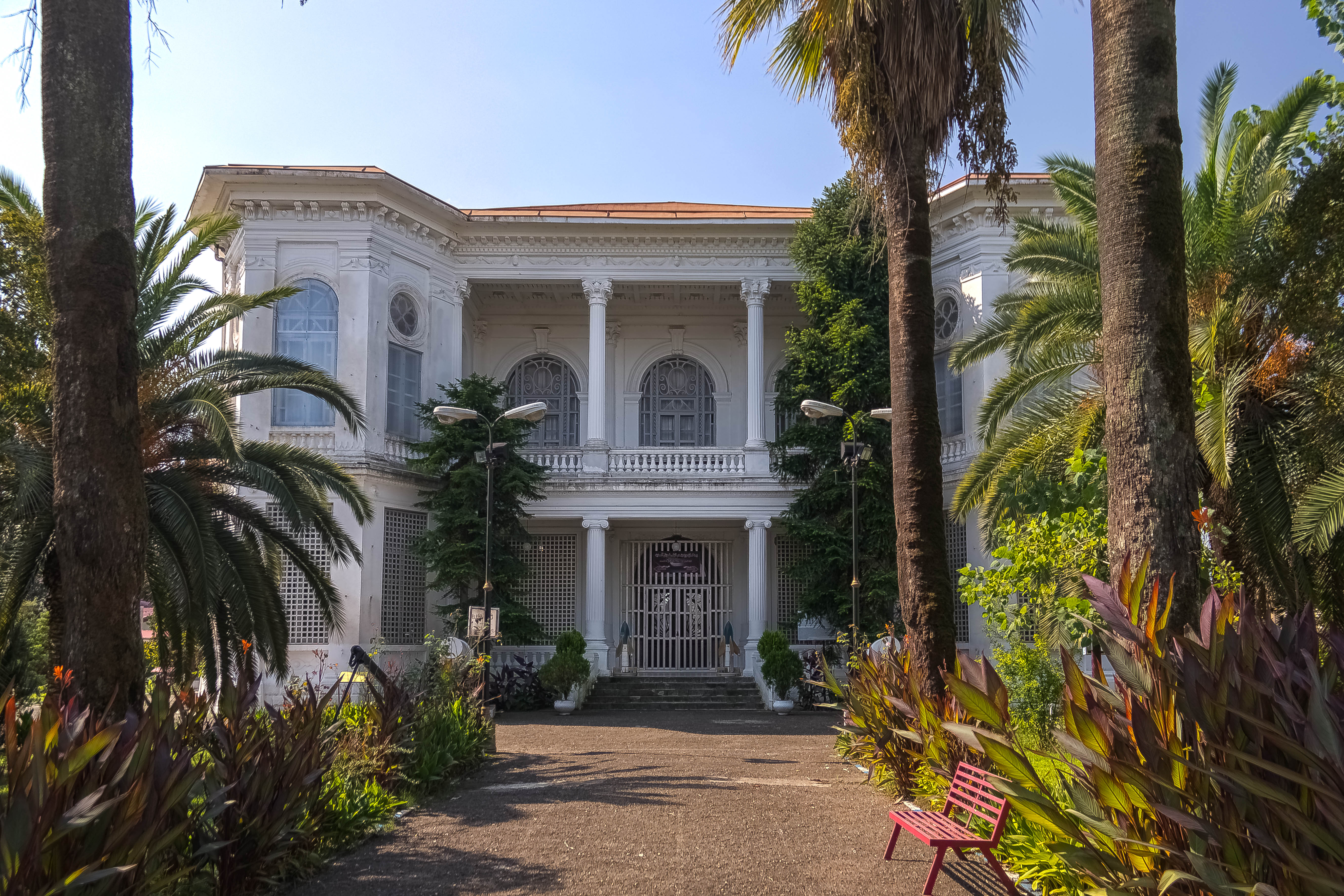
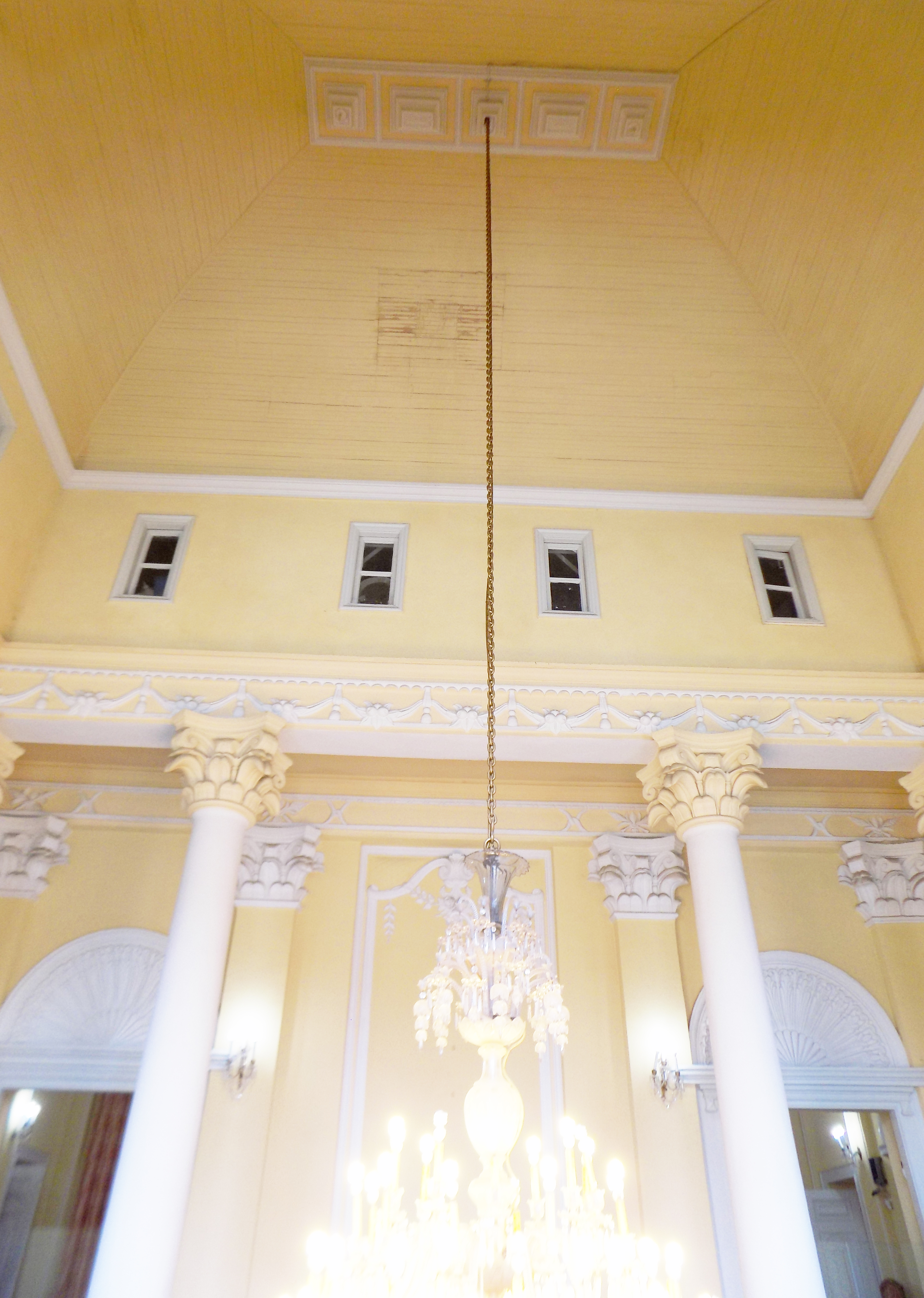
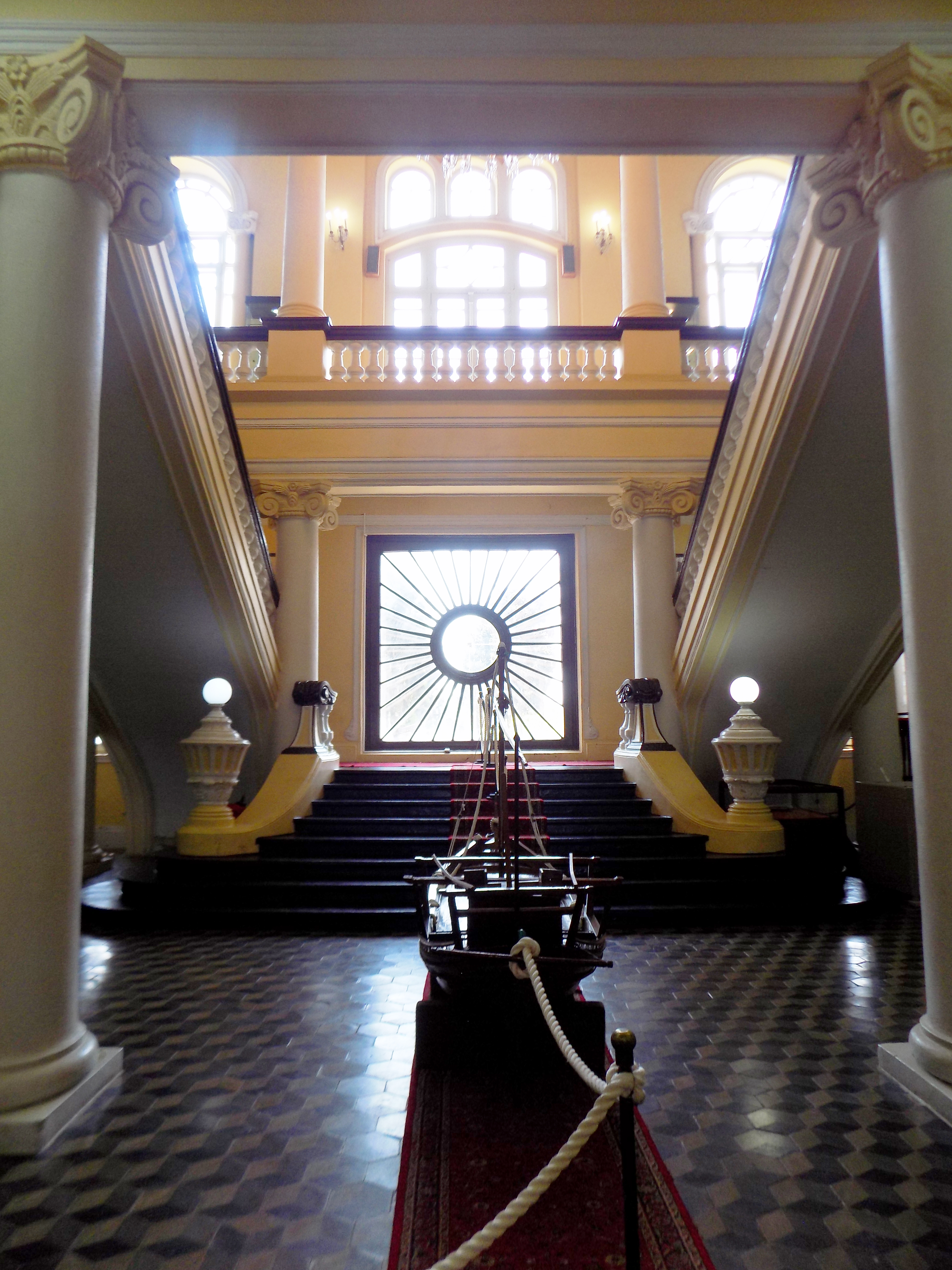
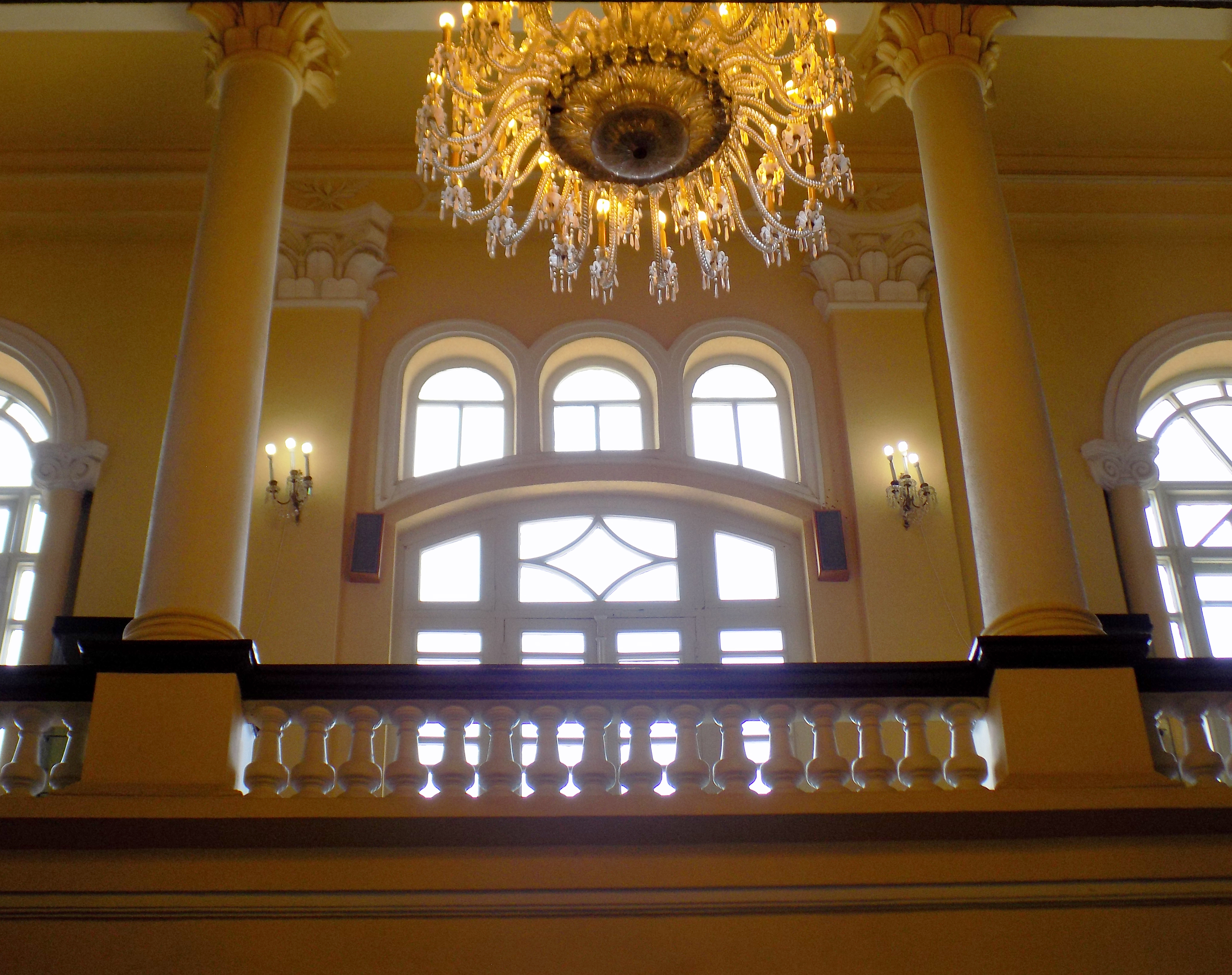
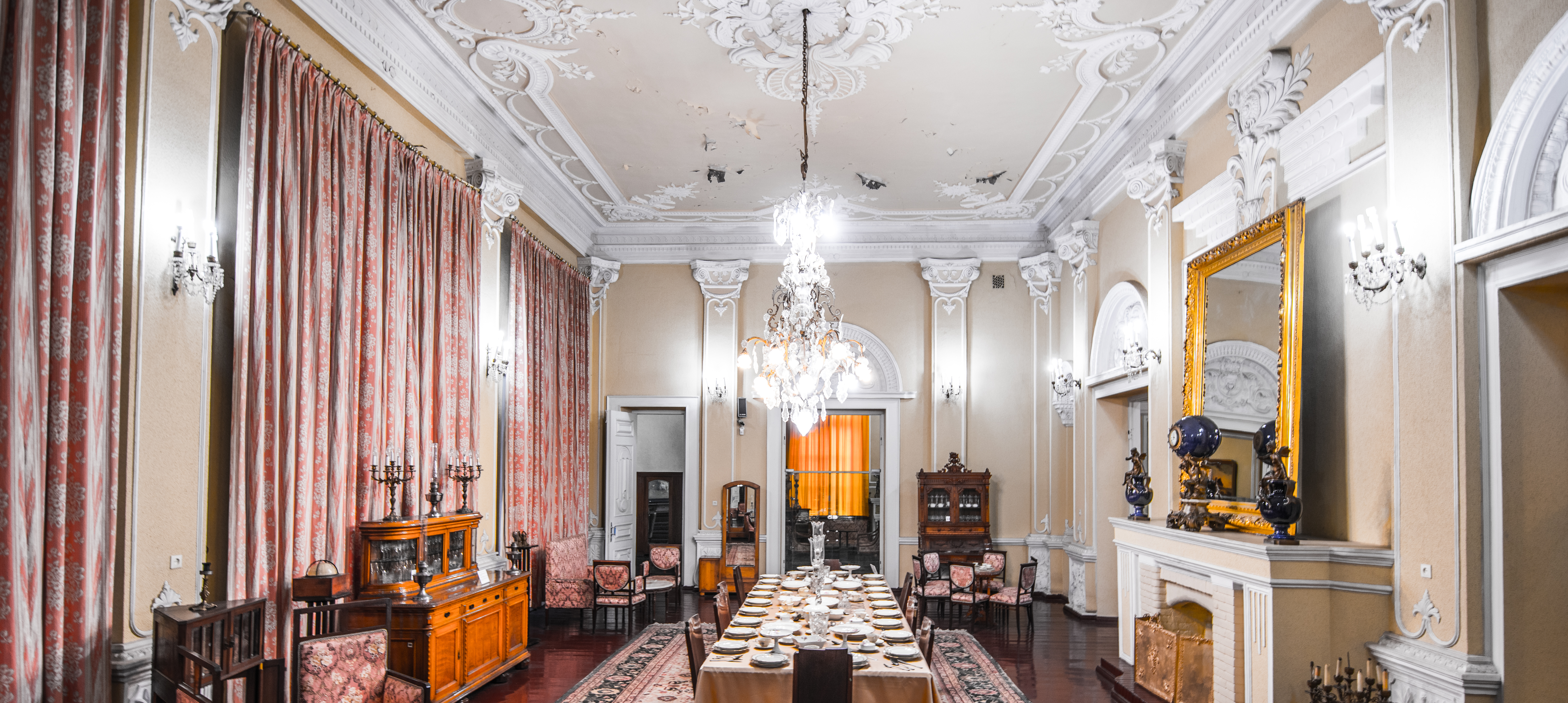
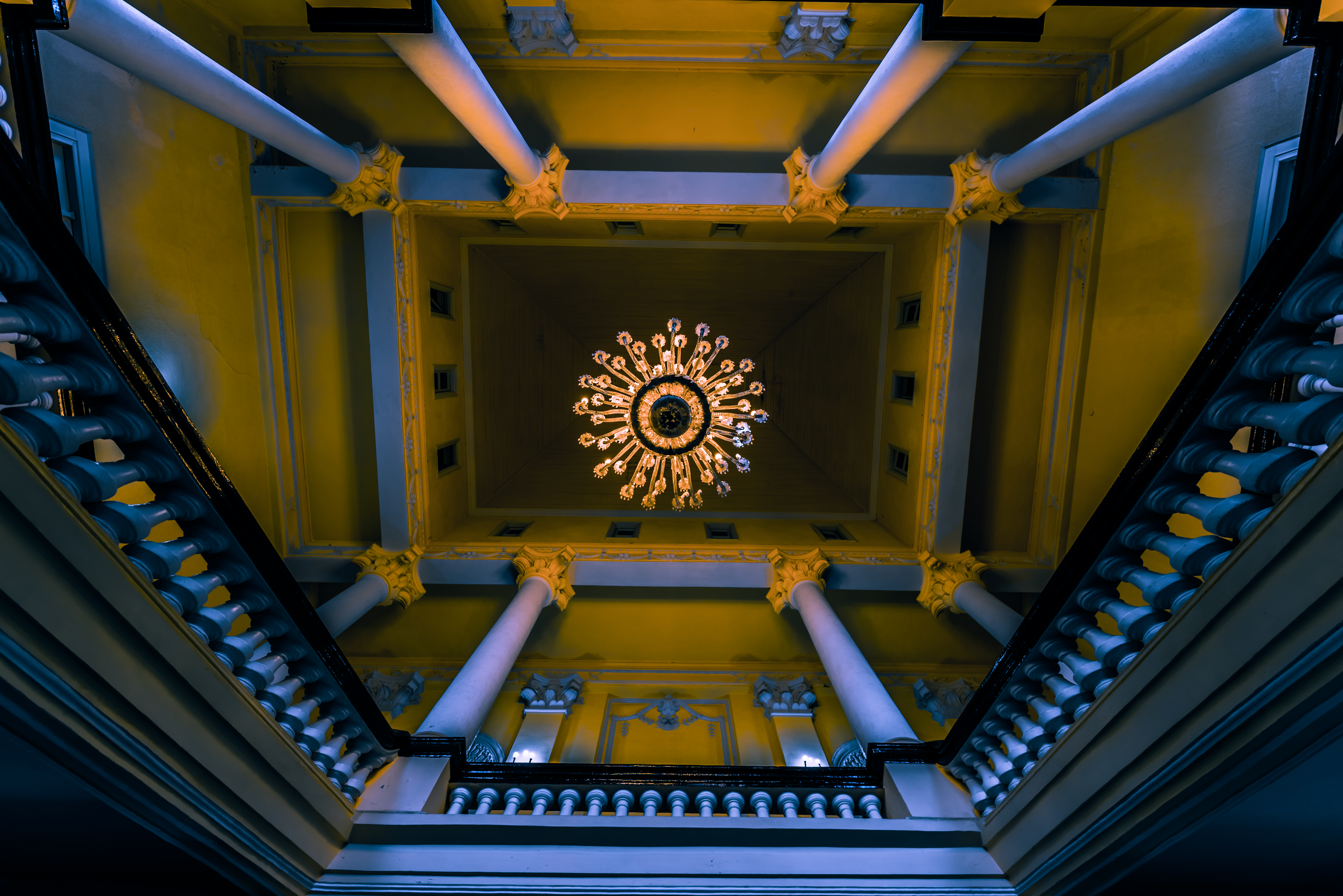
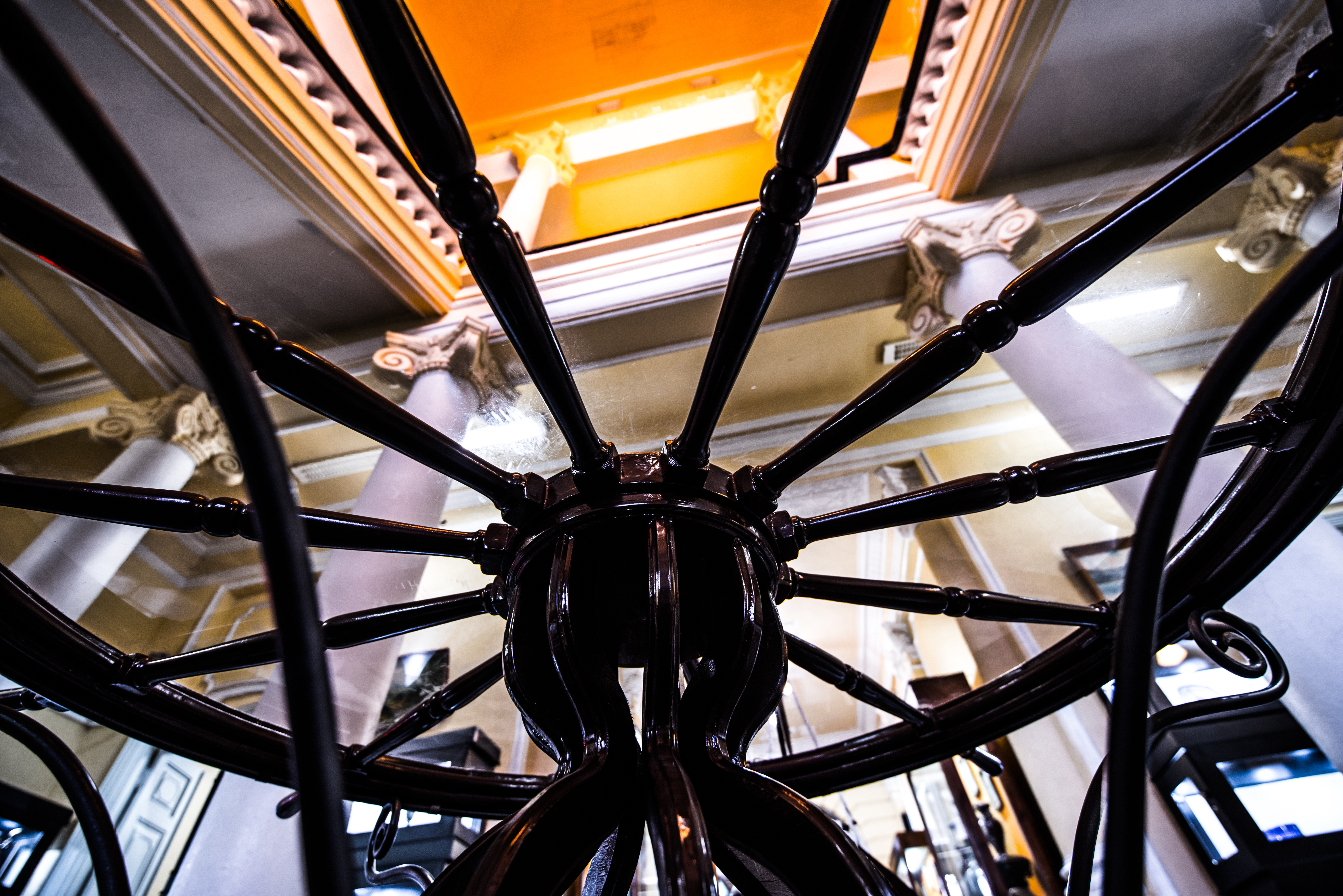